# Jastriebino (przystanek kolejowy)
Jastriebino (ros. Ястребино) – przystanek kolejowy w miejscowości Jastriebino, w rejonie wołosowskim, w obwodzie leningradzkim, w Rosji. Położony jest na linii Petersburg – Iwangorod – Tallinn.